# Глазчатая ящурка
Глазчатая я́щурка (лат. Eremias multiocellata) — вид настоящих ящериц из рода ящурок. Обитают в Монголии, Северном Китае и в Республике Тыва (Россия).

## Внешний вид
Мелкие ящерицы, с длиной тела до 7,4 см и длиной хвоста до 9,8 см. При этом особи из горных популяций обычно крупнее и имеют более длинные хвосты, чем особи из равнинных. Подглазничный щитко отделён от края рта верхнегубными. Нижний носовой щиток не касается межчелюстного. Лобный щиток без желобка. Туловище покрыто гладкими, зернистыми или более плоскими чешуйками. Ряды бедренных пор не доходят до коленного сгиба, промежуток между ними относительно широкий, занимает 7—13 чешуек. На верхней стороне хвоста в передней трети чешуя плоская и гладкая, далее удлинённая, несущая небольшие рёбрышки.
Верх буровато- или зеленовато-серый, с черноватыми отметинами по хребту. По бокам спины 2—3 ряда сероватых иди голубоватых пятнышек. Ноги сверху в кольчатых пятнах. Бока горла и брюха часто с темными точками.

## Ареал и места обитания
Распространена в Монголии, Северном Китае и России (южные предгорья Танну-Ола в Тыве) в горах на высоте от 600 до 4200 м над уровнем моря. Живет в нагорных степях, в долинах рек..

## Образ жизни
Активна днём. Весной появляется в начале апреля. Уходит на зимовку в октябре. Питается насекомыми и плодами эфедры. Спаривание в мае. Яйцеживородяща. Молодые ящерицы от 1 до 5 появляются в июле — августе, с длиной тела 2,4—2,7 см.

## Подвиды
В базе данных The Reptile Database признаётся 3 подвида:
- Eremias multiocellata kozlowi Bedriaga, 1907
- Eremias multiocellata multiocellata Günther, 1872
- Eremias multiocellata tsaganbogdensis Munkhbayar & Borkin, 2010

Ранее подвидами глазчатой ящурки также считались Eremias stummeri Wettstein, 1940 и Eremias szczerbaki Eremchenko, Panfilov & Zarinenko, 1992.

## Охрана
Вид занесен в Красную Книгу Казахстана.